# Dendrophthora clavata
Dendrophthora clavata är en sandelträdsväxtart som först beskrevs av George Bentham, och fick sitt nu gällande namn av Urban. Dendrophthora clavata ingår i släktet Dendrophthora och familjen sandelträdsväxter. Inga underarter finns listade i Catalogue of Life.